# Isosaari (ö i Finland, Mellersta Finland, Jyväskylä, lat 62,26, long 25,27)
Isosaari är en ö i Finland. Den ligger i sjön Huhtia och Pyhäjärvi och i kommunen Petäjävesi i den ekonomiska regionen  Jyväskylä ekonomiska region  och landskapet Mellersta Finland, i den södra delen av landet, 230 km norr om huvudstaden Helsingfors. Öns area är 17,5 hektar och dess största längd är 0,6 kilometer i sydöst-nordvästlig riktning.